# Алфа Ромео Алфасуд
Алфа Ромео Алфасуд (на италиански: Alfa Romeo Alfastud) е един от първите компактни автомобили, на италианския производител Алфа Ромео. Този автомобил проправя нов път на компанията, към компактния клас и към по-масовите автомобили.

## История
Като идея Алфасуд е реализиран от миланските инженери, благодарение на идеята за създаването на втората генерация на Алфа Ромео Жулиета. Освен в нова ниша, автомобилът е първият, който се произвежда в новия завод на марката – Помилияно Д`Арко в Неапол. В началото на 70-те проектът е във финална фаза. Лансирането на модела става през 1972. Ръководител на проекта е инженер Рудолф Хруска. Като отговорник за конструкцията на различните елементи задачата е възложена на Доменико Чирко. В началото автомобилът постига огромен успех дори и зад границите на Европа. Поради това са назначени допълнителни кадри и нова поточна линия за допълнително производство на автомобила.